# 서울 지장암 자수지장보살도
서울 지장암 자수지장보살도(서울 地藏庵 刺繡地藏菩薩圖)은 서울특별시 종로구 창신동, 지장암에 있는 일제강점기의 보살도이다. 2012년 5월 3일 서울특별시의 유형문화재 제335호로 지정되었다.

## 개요
대웅전에 봉안되어 있는 자수지장보살도(1917년)는 청련 대좌에 가부좌를 한 지장보살을 중심으로 좌우 협시인 무독귀왕과 도명존자만을 간단하게 표현한 지장보살삼존형식의 불화로, 20세기로 들어오면서 간략화하고 소형화된 불화 양식을 따른 것이다.
이 불화는 비록 규모는 작은 편이나, 하단부에 조성시기와 화원을 알려주는 화기가 잘 남아 있으며, 수(繡)의 형태와 색채의 변화 없이 보존상태가 매우 양호하여 20세기 초반 자수 불화 연구에 귀중한 자료이다.

## 같이 보기
- 지장암

## 참고 자료
- 지장암 자수지장보살도 - 국가유산청 국가유산포털